# Linn Enslow
Linn Harrison Enslow (26 de fevereiro de 1891 - 3 de novembro de 1957) foi um engenheiro sanitário e químico americano, mais famoso por seu trabalho com Abel Wolman desenvolvendo sistemas de cloração em Baltimore.

## Vida
Enslow nasceu em Richmond, Virgínia, filho de Linn Bliss Enslow e Marie (nascida Harrison) Enslow, o mais velho de seis filhos.
Ele morreu de um ataque cardíaco em sua fazenda em Dublin, Virgínia, em 1957; na época, ele residia em Queens, Nova York, e trabalhava como editor da revista Water and Sewage Works. Ele foi enterrado no cemitério da Igreja Presbiteriana de New Dublin, em Dublin, Virgínia.

## Obra
Enquanto estudava química na universidade Johns Hopkins, ele conheceu Abel Wolman; Juntos, os dois criaram uma fórmula para clorar apropriadamente a água potável, dependendo de fatores como a acidez. Entre a época da descoberta em 1919 e 1941, oitenta e cinco por cento dos sistemas de água americanos estavam usando cloração.